# Giuseppe Martinelli
Giuseppe Martinelli (Rovato, 11 maart 1955) is een Italiaans voormalig wielrenner en huidig ploegleider bij Astana.

## Carrière
Martinelli beste resultaat was de zilveren medaille op de Olympische Spelen in 1976. Hij wist 4 etappes in grote rondes te winnen en won de Cronostaffetta deel a. Op het einde van zijn carrière won hij nog Milaan-Turijn.
Na zijn carrière als renner werd hij ploegleider bij tal van wielerploegen, bij o.a. Mercatone Uno, Amica Chips-Knauf, Astana, Carrera, Lampre-NGC en nog enkele anderen. Hij heeft een zoon Davide Martinelli die ook wielrenner is.

## Overwinningen
1974
- Freccia dei Vini
- Medaglia d'Oro Città di Monza

1975
- Trofeo Gianfranco Bianchin
- Coppa d'Inverno

1976
- Coppa Cicogna
- 3e, 4e en 7e etappe GP Tell
- Olympische Spelen

1977
- 3e etappe Ronde van Sicilië

1978
- 10e etappe Ronde van Italië
- Cronostaffetta deel a (ITT)

1979
- 15e etappe Ronde van Italië
- Cecina
- Zambana di Trento

1980
- 3e etappe Ronde van Spanje
- 16e etappe Ronde van Italië
- Giro Gatteo a Mare
- Ronde van Vinaroz

1981
- Milaan-Turijn
- Criterium Arma di Taggia

1985
- Veldrit van Rogeno

## Resultaten in de voornaamste wedstrijden
| Jaar | Ronde van Italië | Ronde van Frankrijk | Ronde van Spanje |
| ---- | ---------------- | ------------------- | ---------------- |
| 1977 | 107e             |                     |                  |
| 1978 | 31e (1)          |                     |                  |
| 1979 | 87e (1)          |                     |                  |
| 1980 | 77e (1)          |                     | opgave (1)       |
| 1981 | 86e              |                     |                  |
| 1982 | opgave           |                     |                  |
| 1983 |                  |                     | opgave           |
| 1984 | 107e             |                     | 67e              |
| 1985 |                  |                     |                  |

| Jaar | Milaan-San Remo | Gent-Wevelgem |
| ---- | --------------- | ------------- |
| 1977 | 61e             |               |
| 1978 | 7e              |               |
| 1979 | 5e              |               |
| 1980 | 9e              |               |
| 1981 | 9e              |               |
| 1982 | 20e             |               |
| 1983 |                 |               |
| 1984 |                 | 60e           |
| 1985 |                 |               |